# Dipartimento di Bloléquin
Il dipartimento di Bloléquin è un dipartimento della Costa d'Avorio situato nella regione di Cavally, distretto di Montagnes.
Nel censimento del 2014 è stata rilevata una popolazione di 123.336  abitanti. 
Il dipartimento è suddiviso nelle sottoprefetture di Bloléquin, Diboké, Doké, Tinhou, Zéaglo.